# Blažuj (nádraží)
Blažuj (v srbsky Блажуј) je železniční stanice, která se nachází ve stejnojmenné lokalitě západně od metropole Bosny a Hercegoviny, Sarajeva. Stanice se nachází administrativně na území města Ilidža v blízkosti čtyřproudého silničního přivaděče. Je součástí trati Sarajevo–Ploče.
Význam má především pro nákladní dopravu. Okolo stanice se nachází rozsáhlý logistický areál.[zdroj?]
Stanice byla vybudována již pro úzkorozchodnou železnici. Později byla přerozchodována.[zdroj?] V roce 2017 sem AŽD Praha dodala nové staniční zabezpečovací zařízení. Rekonstrukce stanice byla plánována již od roku 2005. Původní patrová staniční budova se sedlovou střechou byla zbourána a nahrazena typizovaným modernistickým jednopatrovým objektem.[zdroj?]